# William Cocke
William Cocke (ur. w 1748 roku – zm. 22 sierpnia 1828 roku) – amerykański polityk z Tennessee.
Po przystąpieniu stanu Tennessee do Stanów Zjednoczonych w 1796 roku, został jednym z dwóch pierwszych przedstawicieli tego stanu w Senacie Stanów Zjednoczonych. Po dwuletniej przerwie, w senacie zasiadał ponownie w latach 1799–1805.
W 1812 roku jako ochotnik walczył w wojnie brytyjsko-amerykańskiej pod dowództwem Andrew Jacksona.
Jego syn, John Cocke, oraz wnuk, William Michael Cocke, reprezentowali stan Tennessee w Izbie Reprezentantów Stanów Zjednoczonych.